# Andrew Morton (giornalista)
Andrew David Morton (Dewsbury, 1953) è un giornalista, scrittore e biografo britannico.

## Biografia
Laureato in storia all'Università del Sussex, ha scritto biografie di reali britannici come Lady Diana, e di altre celebrità tra cui Tom Cruise, Madonna, Angelina Jolie e Monica Lewinsky; molti dei suoi libri non sono stati autorizzati e contengono affermazioni contestate.

## Opere
- Andrew, the Playboy Prince, Severn House, 1983, ISBN 07-27-80-988-1.
- Inside Kensington Palace, O'Mara, 1987, ISBN 09-48-39-796-9.
- Duchess: An Intimate Portrait of Sarah, Duchess of York, 1988.
- Diana's Diary: An Intimate Portrait of the Princess of Wales, Summit Books, 1990, ISBN 06-71-72-883-0.
- Inside Buckingham Palace, Summit Books, 1991, ISBN 06-71-74-9617.
- Diana. La Sua Vera Storia (Diana: Her True Story, 1992), trad. di Manlio Benigni e Lydia Salerno, Collana Gli arcobaleni, Milano, Sonzogno, luglio 1992, ISBN 978-88-454-0495-5; col titolo Diana. La sua vera storia raccontata da lei stessa. 1961-1997, trad. di Grazia Alineri, Manlio Begnini, Maria Barbara Piccioli e Lydia Salerno, Nuova edizione ampliata, Sonzogno, 1997, ISBN 978-88-454-1073-4; Trezzano sul Naviglio, Euroclub, 1998; Collana BestBur, Milano, BUR, 2017, ISBN 978-88-170-9665-2.
- Diana: Her New Life, 1994.
- La storia di Monica (Monica's Story, 1999), Milano, Sonzogno, 1999, ISBN 978-88-454-1715-3.
- Posh & Becks, Simon Spotlight Entertainment, 2000, ISBN 1-4169-5386-8.
- Madonna, New York: St. Martin's Press, 2001, ISBN 0-312-28786-0.
- Diana alla ricerca d'amore (Diana: In Pursuit of Love, 2004, 2013), trad. di M.B. Piccioli, Collana Bestseller, Milano, Sonzogno, 2005, ISBN 978-88-454-1253-0.
- Tom Cruise: An Unauthorized Biography, New York, St. Martin's Press, 2008, ISBN 978-0-312-35986-7.
- Angelina: An Unauthorized Biography, New York, St. Martin's Press, 2010, ISBN 978-0-312-35986-7.
- William & Catherine: Their Story, New York, St. Martin's Press, 2011, ISBN 978-0-312-64340-9.
- 17 Carnations: The Windsors, the Nazis and the Cover-Up, London, Michael O'Mara Books, 2015, ISBN 978-17-824-3456-6.
- Wallis in Love: The Untold Life of the Duchess of Windsor, the Woman Who Changed the Monarchy, New York: Grand Central Publishing, 2018, ISBN 978-1-455-56697-6.
- Meghan. La sua vera storia (Meghan: A Hollywood Princess, 2018), trad. di E. Cantoni, Collana Varia, Piemme, 2018, ISBN 978-88-566-6621-2.
- Elizabeth & Margaret: The Intimate World of the Windsor Sisters, New York, Grand Central Publishing, 2021, ISBN 978-15-387-0046-4.
- Diana. Tutta la storia, traduzione di M.B. Piccioli, Collana Varia, Firenze, Giunti, 2021, ISBN 978-88-099-1241-0.
- The Queen. 70 anni da regina (The Queen, 2022), traduzione di Chiara Beltrami, Stefano Mogni e Vincenzo Perna, Collana Varia, Milano, Rizzoli, 2022, ISBN 978-88-171-6447-4.